# 스티븐 아바스
스티븐 앤서니 아바스(영어: Stephen Anthony Abas, 1978년 1월 12일~)는 미국의 레슬링 선수, 종합격투기 선수이다. 2004년 하계 올림픽 자유형 페더급 동메달을 획득했고, 2004년 하계 올림픽에서 자유형 라이트급 금메달을 획득했다.